# Wereldkampioenschappen schoonspringen 2009 – tienmetertoren synchroon mannen
Het Wereldkampioenschap synchroonspringen op de 10 meter toren voor mannen werd gehouden op 24 juli, voorronde, en 25 juli 2009, finale, in Rome, Italië. De eerste 12 koppels uit de voorronde kwalificeerden zich voor de finale die de volgende dag gehouden werd. Titelverdedigers waren de Chinese mannen Huo Liang en Lin Yue.

## Uitslagen

### Voorronde
| Rang | Naam                                    | Nationaliteit       | Score  | Bijz. |
| ---- | --------------------------------------- | ------------------- | ------ | ----- |
| 1    | Huo Liang Lin Yue                       | China               | 480.06 | Q     |
| 2    | Patrick Hausding Sascha Klein           | Duitsland           | 447.24 | Q     |
| 3    | José Guerra Jeinkler Aguirre            | Cuba                | 427.38 | Q     |
| 4    | David Boudia Thomas Finchum             | Verenigde Staten    | 426.54 | Q     |
| 5    | Riley McCormick Reuben Ross             | Canada              | 423.72 | Q     |
| 6    | Iván García Germán Sánchez              | Mexico              | 407.28 | Q     |
| 7    | Victor Minibaev Ilya Zakharov           | Rusland             | 405.51 | Q     |
| 8    | Vadim Kaptur Aliaksandr Varlamau        | Wit-Rusland         | 404.07 | Q     |
| 9    | Oleksandr Bondar Oleksandr Gorshkovozov | Oekraïne            | 397.62 | Q     |
| 10   | Max Brick Tom Daley                     | Verenigd Koninkrijk | 396.36 | Q     |
| 11   | Andrea Chiarabini Francesco Dell'Uomo   | Italië              | 386.61 | Q     |
| 12   | Kwon Kyung-Min Cho Kwan-Hoon            | Zuid-Korea          | 362.46 | Q     |
| 13   | Rui Marinho Hugo Parisi                 | Brazilië            | 356.01 |       |
| 14   | Edickson Contreras Enrique Rojas        | Venezuela           | 338.91 |       |

### Finale
| Rang   | Naam                                    | Nationaliteit       | Score  |
| ------ | --------------------------------------- | ------------------- | ------ |
| Goud   | Huo Liang Lin Yue                       | China               | 482.58 |
| Zilver | David Boudia Thomas Finchum             | Verenigde Staten    | 456.84 |
| Brons  | José Guerra Jeinkler Aguirre            | Cuba                | 456.60 |
| 4      | Patrick Hausding Sascha Klein           | Duitsland           | 455.76 |
| 5      | Andrea Chiarabini Francesco Dell'Uomo   | Italië              | 411.03 |
| 6      | Kwon Kyung-Min Cho Kwan-Hoon            | Zuid-Korea          | 408.84 |
| 7      | Riley McCormick Reuben Ross             | Canada              | 406.98 |
| 8      | Iván García Germán Sánchez              | Mexico              | 400.83 |
| 9      | Max Brick Tom Daley                     | Verenigd Koninkrijk | 390.36 |
| 10     | Victor Minibaev Ilya Zakharov           | Rusland             | 389.51 |
| 11     | Vadim Kaptur Aliaksandr Varlamau        | Wit-Rusland         | 385.77 |
| 12     | Oleksandr Bondar Oleksandr Gorshkovozov | Oekraïne            | 384.87 |